# Вища школа хімічної технології
Вища школа хімічної технології (чеськ. Vysoká škola chemicko-technologická v Praze (VŠCHT)) — найбільший у Чехії вищий навчальний заклад у галузі хімічної промисловості. Вища школа була виділена зі складу Чеського технічного університету у 1952 році і з моменту свого заснування залишається одним з основних центральноєвропейських дослідних центрів c 200-річним досвідом підготовки фахівців в області хімії. ВШХТ — один з 28 державних чеських вузів. Школа входить до Асоціації університетів Європи, Європейської Федерації Національних Інженерних Асоціацій (FEANI) і Міжнародної Спільноти Інженерної Освіти (IGIP).

## Історія
Історія вузу йде корінням у далеке минуле, коли хімія як окрема наука тільки почала зароджуватися на території Богемії. Стрімкий розвиток промисловості в XVIII столітті, а також численні технічні відкриття стали причиною підстави празького політехнікуму, у якому 10 листопада 1806 року розпочалося навчання студентів на двох відділеннях: математичному і хімічному. На хімічному відділенні, поряд із загальною хімією, вивчалася і практична хімія, спрямована на виробництво скла, заліза, текстилю та фарб. Поступово спеціалізація навчального закладу розширювалася, вуз почав готувати фахівців з пивоварінню, виробництва цукру, а також фахівців в області аналітичної хімії, хімічного аналізу матеріалів і технічного палива і т. д.
У XIX столітті на розвиток хімії в празькому політехнікумі вплинув ряд знаменитих діячів науки. Основи технічної хімії в Чехії виникли завдяки всесвітньо відомого професора Карлу Августину Неуманну (1771—1861), професора Карлу Наполеону Валлінгу (1805—1868) а також, наприклад, автору першого чеського підручника з хімії для вищих навчальних закладів і творцеві принципу чеської хімічної термінології Войтеху Шафаржіку.
У 1920 році після реорганізації празького політехнікуму в ньому була відокремлена Вища школа хіміко-технологічної інженерії як одна з семи шкіл Чеського технічного університету в Празі. Першим чеським професором хімії став Ян Станек. Рівень хімічного освіти наприкінці XIX століття був дуже високий і в першій половині XX століття видатний чеський хімік Еміль Воточек придбав всесвітню популярність. Його ім'я зараз носить стипендія (чеськ. Votočkovo stipendium) і медаль (чеськ. Votočkova medaile), якій ВШХТ нагороджує видатних студентів і фахівців в області хімії. Зі складу ЧВУТ Вища школа хімічної технології вийшла у 1952 році.

## Логотип
Логотип університету, який у 2003 році запропонував Ярослав Пекарек, являє собою червоний квадрат з білою ретортою, яка символізує хімію. Таким чином, у логотипі була відображена ідея поєднати діяльність стародавніх алхіміків і динамічний розвиток досліджень в області цієї науки в наш час.

## Факультети
До складу ВШХТ входить 4 факультети — хімічної технології, охорони навколишнього середовища, харчової промисловості та біохімії, хімічної інженерії, на яких є 29 кафедр.

## Відомі випускники
- Отто Віхтерле
- Владимир Прелог